# 凡河内氏
凡河内氏（おおしこうちうじ、おおちかわちうじ）は、主に畿内を中心として勢力があった古代豪族。大河内氏・凡河内忌寸とも書かれる。「凡川内国造」（河内国造）も参照。隅田八幡宮人物画像鏡に見られる「開中費直」の文言を「河内直（かわちのあたい）」と解釈する説がある。
天津彦根命の後裔（額田部湯坐連同祖、「国造本紀」によると三世孫・彦己曾保理命）の氏と天穂日命の十三世孫・可美乾飯根命を祖とする氏の2系統がある。

## 概要
上代の凡河内国、すなわち後世の摂津、河内、和泉にわたる広い地域に国造氏族として勢力を持っていた。

### 歴史
『先代旧事本紀』「国造本紀」において神武天皇の御代に彦己曽保理命（彦己曽根命）が凡河内国造に任じされたと見えることが凡河内氏族の初見である。
雄略天皇9年、新羅遠征のための神託を伺うべく、雄略天皇は香賜と采女を派遣して、胸方神（宗像三女神）を祀らせたが、凡河内香賜は既に壇所（かむにわ、神域）に至って、まさに神事を行おうとする際に、采女と関係を持った。これを不敬とした天皇は、難波吉士日鷹を派遣して香賜を殺そうとしたが、香賜は逃げ失せて、その場には居なかった。天皇は諦めず、弓削連豊穗を派遣して、国・郡・県にあまねく手配し、ついに凡河内氏の本拠地に近い三島郡藍原、のちの摂津国嶋下郡安威郷（現在の大阪府茨木市大田）で香賜を捕らえ、斬り殺したという。
顕宗天皇3年には、任那にいた倭人（倭系渡来人）の那奇他甲背が、三韓の王になろうとした紀生磐宿禰を支えたが失敗に終わり、百済により殺されたという。
欽明天皇3年7月には、百済の聖明王が新羅に侵攻された任那を復興させようとしたが、安羅にいた任那日本府の官人である河内直・移那斯・麻都（「百済本記」によれば加不至費直・阿賢移那斯・佐魯麻都）は新羅に通じていたため、聖明王に叱責されている。森公章や濱田耕策は、任那の那奇他甲背を祖とし、加猟直岐甲背鷹奇岐弥を子であると推定し、河内直は加猟直岐甲背と倭婦の間に、移那斯、麻都は加猟直岐甲背と百済婦あるいは加羅婦との間にそれぞれ生まれた人物であるとした。同13年5月には、百済・加羅・安羅から河内部阿斯比多が派遣されており、翌14年1月13日に百済に帰国している。
なお、『日本書紀』巻第29によると、681年（天武天皇10年4月）に河内直県（かわちのあたいあがた）が「連」の姓を与えられている。
凡河内氏は、三島郡藍原を本拠地の1つとしていたり、宣化天皇の妃に大河内直味張の女・大河内稚子媛の名が見えることから、三嶋に居住していた継体天皇一族との深い関係を想定する説がある。また、同説では竹村屯倉の耕作は凡河内氏（大河内味張など）が河内の田部を派遣して行っていたとされることから、継体一族の領地の農業経営を凡河内氏が管理していたことを意味しているものと推定している。
『続日本紀』には、慶雲3年（706年）10月には「摂津国造凡河内忌寸石麻呂を従七位上から位一階進める」という記事があり、摂津の国造も出していた。しかし、奈良時代にはかつての勢力は衰えていたと考えられる。
摂津国菟原郡には河内国魂神社（五毛天神）があり、凡河内氏が奉祀していたと考えられる。天平19年（747年）の『法隆寺伽藍縁起并流記資財帖』には、摂津国会下山の付近に凡河内寺山の名が見られる。
『続日本後紀』によれば、天長10年（833年）2月には、摂津国人・散位従六位上・凡河内忌寸紀主、兄の従八位上・凡河内忌寸紀麻呂、弟の大初位下・凡河内忌寸福長が、清内宿禰の姓を賜っている。
平安時代前期には歌人・凡河内躬恒を輩出した。